# Paraíba
Paraíba es uno de los veintiséis estados que, junto con el distrito federal, forman la República Federativa de Brasil. Su capital es João Pessoa. Se ubica en la región nordeste del país. Limita al norte con Río Grande del Norte, al este con el océano Atlántico, al sur con Pernambuco y al oeste con Ceará. Con 56 467.2 km² es el sexto estado menos extenso —por delante de Río Grande del Norte, Espírito Santo, Río de Janeiro, Alagoas y Sergipe, el menos extenso—. El estado tiene el 1,9% de la población brasileña y produce solo el 0,9% del PIB brasileño.
Está dividido en 4 mesorregiones y 23 microrregiones comprendidos por 223 municipios. Otros municipios importantes son João Pessoa, Campina Grande y Patos. Sus principales actividades económicas son la agricultura (se cultiva caña de azúcar, ananá, mandioca y maíz), la industria, la pesca y el turismo.

## Economía

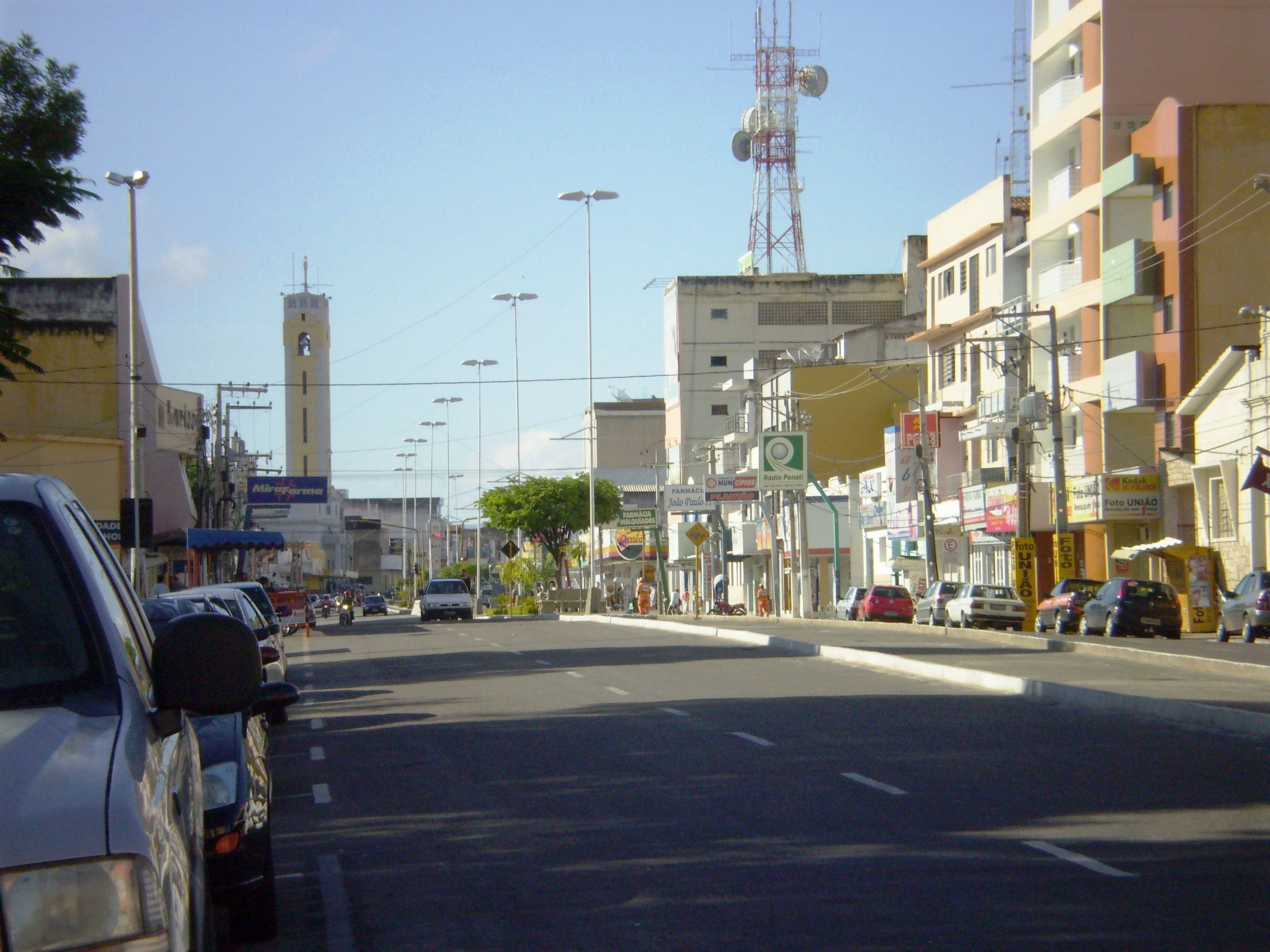
Patos, el centro económico más grande del interior de Paraíba y la quinta economía más grande del estado

La economía de Paraíba es la decimonovena más rica del país y la sexta del Nordeste (detrás de Bahía, Pernambuco, Ceará, Maranhão y Rio Grande do Norte, y por delante de Alagoas, Sergipe y Piauí). Según datos de 2014, el producto interno bruto de Paraíba fue de R $ 155 143 millones y el PIB per cápita de R $ 16 722,05. Las mayores economías de Paraíba son João Pessoa, Campina Grande, Cabedelo, Santa Rita y Patos.
En 2010, teniendo en cuenta la población municipal de dieciocho años o más, el 59,3% estaban ocupados económicamente, el 32,2% eran económicamente inactivos y el 8,5% estaban desempleados. Aún en el mismo año, teniendo en cuenta la población ocupada en el mismo grupo de edad, el 40,30% trabajaba en el sector servicios, el 23,38% en la agricultura, el 15,55% en el comercio, el 7,96% en las industrias manufactureras, el 7,09% en la construcción civil y el 1,15% en utilidad pública.
Cabedelo, en la Región Metropolitana de João Pessoa, es la tercera economía más grande del estado y el PIB per cápita más alto de Paraíba.
A fines del siglo XVI, cuando comenzó la ocupación del territorio de Paraíba, la economía de Paraíba se centralizó en el sector primario (agricultura), principalmente en el cultivo de la caña de azúcar. Según el IBGE, Paraíba tenía, en 2015, un rebaño de 10.647.748 pollos, 1.170.803 bovinos, 566.576 cabras, 501.362 ovejas, 312.409 codornices, 174.533 cerdos, 52.683 caballos y 913 búfalos. En el mismo año, el estado produjo, en cultivos temporales, caña de azúcar (6801981 t), piña (290772 mil frutos), mandioca (131 073 t), camote (30192 t), tomate (13,045 t) , maíz (10.934 t), frijoles (7.019 t), sandía (4.292 t), cebolla (2.256 t), habas (1.439 t), patatas (473 t), arroz (360 t), cacahuetes (252 t), algodón herbáceo (228 t) y ajo (10 t). [120] En el cultivo permanente: banano (134606 t), coco-da-bay (36385 t), papaya (30810 t), mandarina (15304 t), mango (11306 t), maracuyá (8287 t) ), naranja (5.424 t), sisal (5.035 t), uva (2.196 t), guayaba (2.023 t), limón (1.882 t), anacardos (960 t), aguacate (624 t), achiote (395 t) y pimienta negra (58 t). En 2011, los municipios que tenían el mayor producto interno bruto agrícola del estado fueron, en orden decreciente, Pedras de Fogo, Santa Rita, Itapororoca y Araçagi.
En 2018, Paraíba tuvo un PIB industrial de R $ 8,8 mil millones, equivalente al 0,7% de la industria nacional y empleando a 109.825 trabajadores en la industria. Los principales sectores industriales son: Construcción (32,1%), Servicios Industriales de Servicios Públicos, como Electricidad y Agua (23,9%), Cuero y Calzado (11,3%), Alimentos (6%) y No Minerales Metálicos (5,9%). Estos 5 sectores concentran el 79,2% de la industria estatal.
El perfil industrial de Paraíba se centra principalmente en el beneficio de minerales y materias primas del sector primario. Los principales centros industriales de Paraíba, así como los principales industriales del estado, son: en la zona forestal, la Región Metropolitana de João Pessoa (Bayeux, Cabedelo, Conde, João Pessoa, Lucena y Santa Rita), donde las industrias son principalmente alimentos, cemento, construcción civil y textiles; en el agreste, Campina Grande, donde nuevamente se destacan las industrias de alimentos, así como las de bebidas, calzado, frutas industrializadas y, más recientemente, software; en el interior, Cajazeiras, Patos, São Bento y Sousa, con énfasis en las industrias textil y de la confección. La actividad industrial en el estado se encuentra, hasta el día de hoy, en proceso de desarrollo, con el objetivo de generar mejores condiciones de vida para la población. Los PIB más altos del sector secundario son João Pessoa, Campina Grande, Santa Rita, Cabedelo y Caaporã.
En el comercio, el valor de las ventas en todo el estado alcanzó los 4.800 millones de reales, mientras que todo el sector terciario contribuyó con más de 25.000 millones. El estado es el quinto más exportador del Nordeste, destacándose en la exportación de bienes de consumo, bienes intermedios y capital. El azúcar, el alcohol etílico, el calzado, el granito, el vestido, el sisal y los tejidos son los principales productos exportados desde Paraíba al exterior, con destino principalmente a Australia, Argentina, Estados Unidos, Rusia y la Unión Europea.

## Geografía

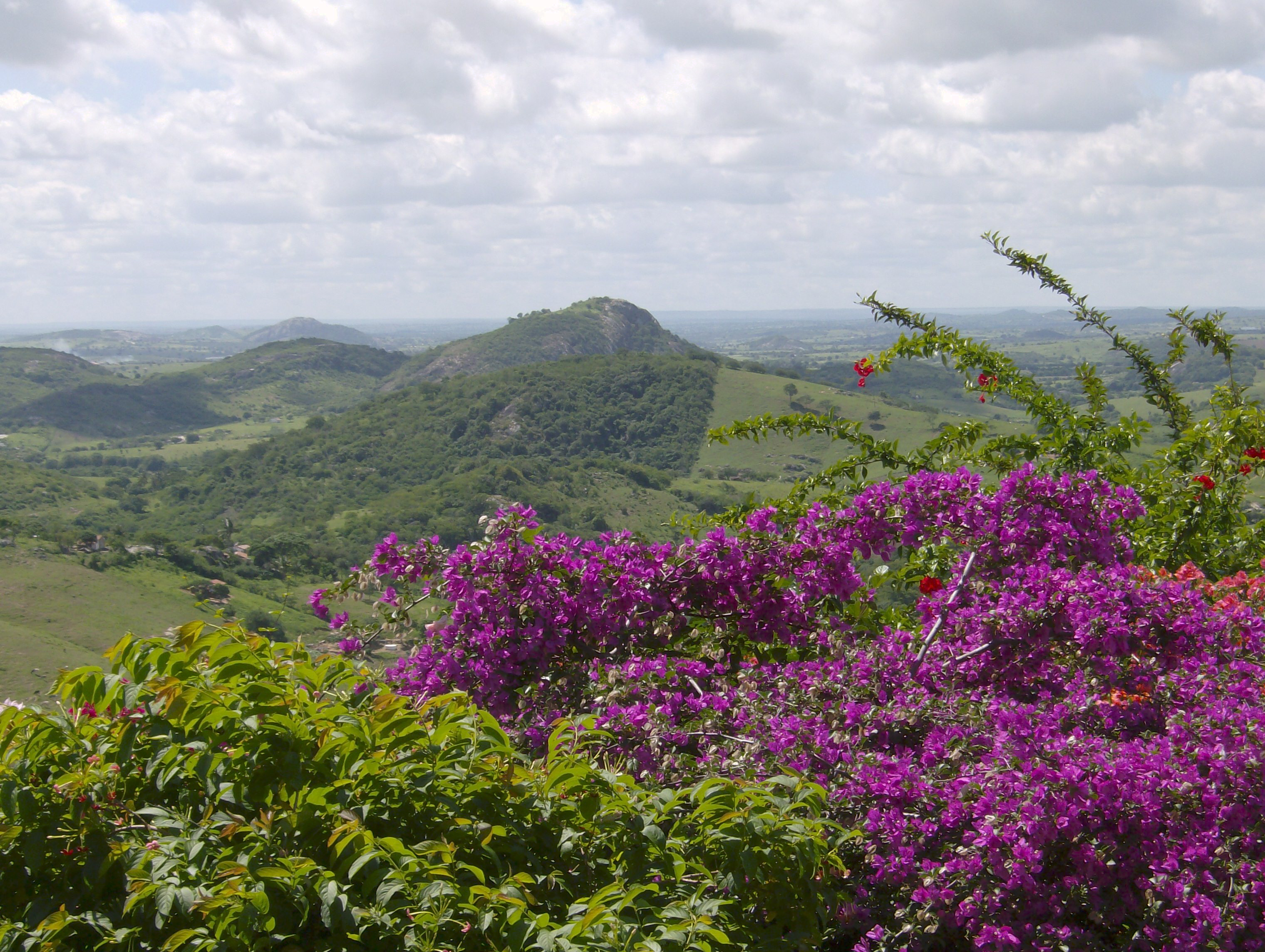
Sierra de Copaoba.

El 66% del territorio se encuentra entre los 300 a 900 metros de altura. Los ríos principales son: río Paraíba, río Branco, río Piranhas, río Taperoá, río Mamanguape, río Curimataú y río Peixe.

### Relieve
Gran parte del territorio del estado está constituida por rocas resistentes y muy antiguas, del Precámbrico, con más de 2,5 mil millones de años.
Estas forman un complejo cristalino que favorece la ocurrencia de minerales metálicos, no metálicos y gemas. Los sitios arqueológicos y paleontológicos también resultan de la edad geológica de estos terrenos.
- en el litoral se encuentra la llanura costera, formada por playas y tierras arenosas.
- en el Agreste se encuentran depresiones de relieve y también el Altiplano de Borborema, con algunas sierras. El punto más alto del estado es el Pico do Jabre, que tiene una altitud de 1.197 m s. n. m.
- en el sertão se presentan depresiones de relieve.

Uno de los sitios arqueológicos más importantes de Paraíba es la Pedra de Ingá, un gran petroglifo, situado en el interior del estado.

### Clima
Tropical húmedo en la costa, con lluvias más abundantes. Después del planalto de la Serra da Borborema (que funciona como una barrera a los vientos húmedos del mar) el clima es semiárido, con sequías que pueden durar casi un año entero.

## Historia
A principios del siglo XVI los franceses (que traficaban el palo brasil) pasaron a dominar el área hasta 1584, cuando los portugueses (después de cuatro campañas de conquista infructuosas) lograron expulsarlos, tomando y fortificando el territorio.
El dominio portugués duró hasta 1633, cuando Paraíba cayó en poder de los neerlandeses, que fueron expulsados en 1654.